# Lamazière-Basse
Lamazière-Basse település Franciaországban, Corrèze megyében. Lakosainak száma 281 fő (2022. január 1.). Lamazière-Basse Darnets, Lapleau, Moustier-Ventadour, Neuvic, Palisse, Saint-Hilaire-Foissac, Saint-Hilaire-Luc és Saint-Pantaléon-de-Lapleau községekkel határos.

## Népesség
A település népességének változása:
| Lakosok száma | 422  | 350  | 326  | 275  | 299  | 298  | 299  | 297  | 291  | 281  |
|               | 1968 | 1982 | 1990 | 2006 | 2013 | 2015 | 2017 | 2019 | 2020 | 2022 |